# Preziosissimo Sangue di Nostro Signore Gesù Cristo
Preziosissimo Sangue di Nostro Signore Gesù Cristo, även benämnd Oratorio delle Suore Adoratrici del Preziosissimo Sangue, är en kyrkobyggnad i Rom, helgad åt Kristi allraheligaste blod. Kyrkan är belägen vid Via di San Giovanni in Laterano i Rione Monti och tillhör församlingen Santi Marcellino e Pietro al Laterano.

## Historia
På 1840-talet grundades på denna plats ett kloster för Suore Adoratrici del Preziosissimo Sangue di Cristo, ”Kristi allraheligaste blods tillbedjande systrar”, som hade grundats 1834 av den heliga Maria De Mattias i Acuto. De Mattias hade inspirerats av den helige Gaspare del Bufalo och dennes grundade av Missionari del Preziosissimo Sangue, ”Det allraheligaste blodets missionärer”, 1815.
Från början uppfördes helgedomen som ett kapell med ett härbärge för medellösa flickor, men ombyggdes 1860 till kyrkobyggnad i nyklassicistisk stil. Nämnda år inrättades här även ett vilohem för äldre ordenssystrar.

## Exteriör och interiör
Den nyklassicistiska fasaden har två par kolossala kompositapilastrar på höga socklar, som bär upp ett entablement. Frisen bär inskriptionen:
Entablementets kornisch och det krönande triangulära pedimentet är utsmyckade med tandsnitt och modilioner. Ingångsportalens pediment bärs upp av kragstenar. Ovanför portalen står det A ⋅ D ⋅ MDCCCXCV med romerska siffror, det vill säga 1895, året för en genomgripande ombyggnad. Mellan portalen och entablementet sitter ett rektangulärt fönster.
Kyrkans grundplan är rektangulär med en halvrund absid. Interiören är blekrosa med vita pilastrar med kuddliknande kapitäl. I absiden flankerar två glasmålningar högaltarmålningen Den smärtofyllda Modern omfamnar Kristus på Korset. På kyrkorummets sidoväggar hänger målningar föreställande de heliga Gaspare del Bufalo och Maria De Mattias.

## Bilder

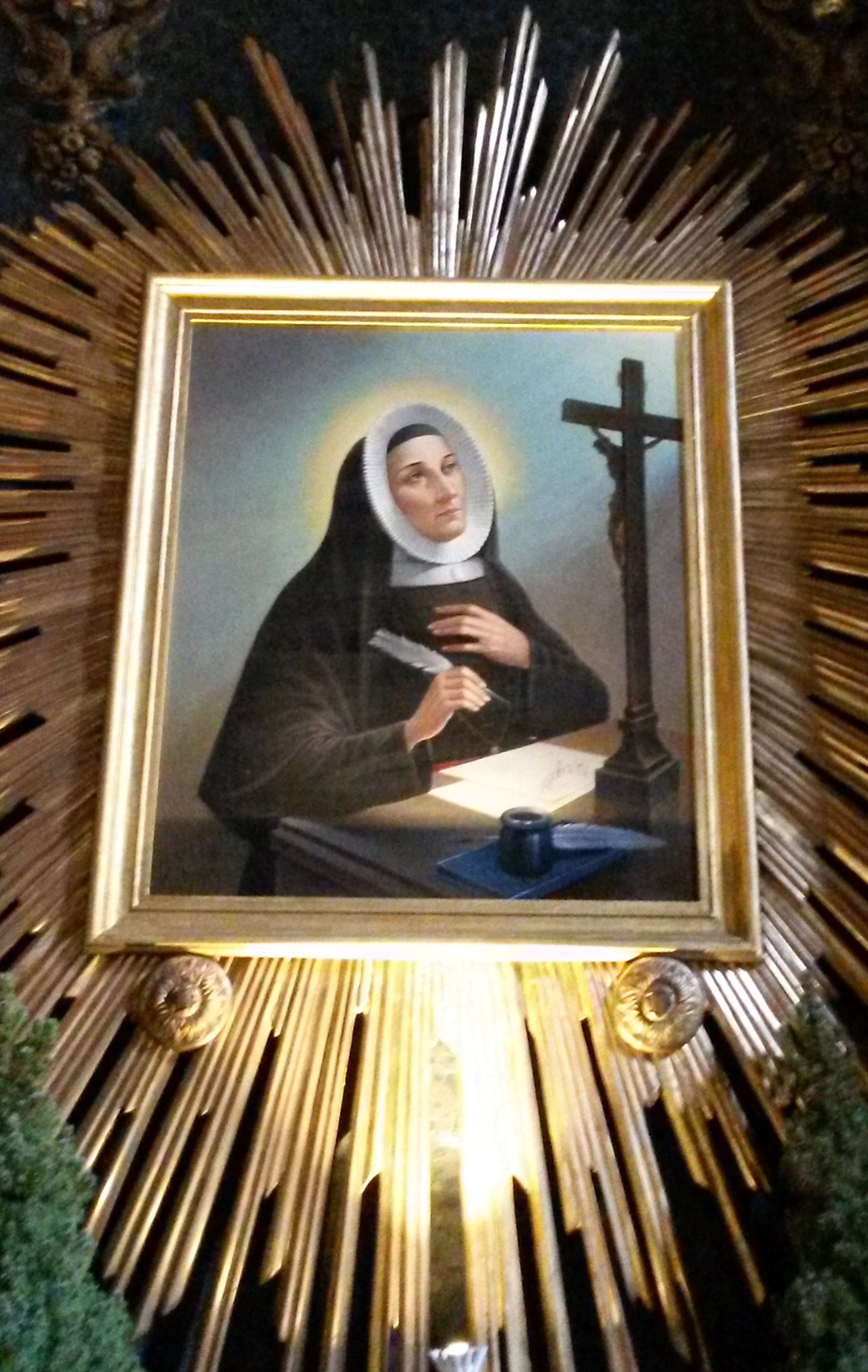
Den heliga Maria De Mattias.
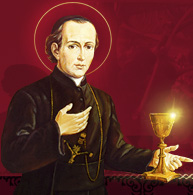
Den helige Gaspare del Bufalo.